# Sono Hanabira ni Kuchizuke wo
Sono Hanabira ni Kuchizuke wo (その花びらにくちづけを?  lit. Un beso de sus pétalos), a veces escrito ... Kuchiduke wo, es una serie de novelas visuales japonesas realizadas por la compañía Fuguriya e ilustradas por Peko. El tema principal de las historias es la relación íntima de carácter lésbico entre los personajes, tanto eróticas como sexuales. Las escenas tienen una mínima censura en la zona genital.

## Personajes
Nanami Oda (織田七海?)
- Aparición: 1, 6
- Seiyū: Fuyuka Toiro (十色冬香?)
- Cumpleaños: 15 de mayo

Estudia primer año siendo una chica promedio. Tiene mala suerte y no suele destacar, pero se esfuerza lo más que puede, llegando a tener la atención de una de las chicas populares, Yuuna; de la cual se enamora y se une a su club para estar más cerca de ella.
Yūna Matsubara (松原優菜?)
- Aparición: 1, 2, 3, 6
- Seiyū: Uchino Pochi (内野ぽち?)
- Cumpleaños: 4 de noviembre

Proveniente de una familia rica, es inteligente, atractiva y popular; pero también muy pervertida cuando está a solas con Nanami, a quien adora y está a un paso de ser yandere. Estudia segundo año, es la presidenta del club medioambiental y sueña con ser médico.
Kaede Kitajima (北嶋楓?)
- Aparición: 2, 3, 4, 5
- Seiyū: Gogyou Nazuna (五行なずな?)
- Cumpleaños: 21 de octubre

Es una chica muy tímida y "friki", aunque pierde su timidez al estar con Sara.Está muy enamorada de Sara y es muy protectora con ella. Conforme pasa el tiempo, cambia de aspecto hacia uno más elegante.
Sara Kitajima (北嶋紗良?)
- Aparición: 2, 4, 5
- Seiyū: Hanesato Satsuki (羽里さつき?)
- Cumpleaños: 24 de noviembre

Es una famosa modelo que después de trabajar mucho tiempo en el extranjero se matricula a la misma escuela que su prima, de quién está enamorada desde la niñez. Es muy enérgica pero tiende a reaccionar de manera extraña en algunos casos.
Mai Sawaguchi (沢口麻衣?)
- Aparición: 3, 4, 5
- Seiyū: Izumi Ayaka (和泉あやか?)
- Cumpleaños: 18 de septiembre

Es una responsable chica de segundo año, quien a menudo se encarga de sus hermanos en casa. Tiene de vez en cuando actitudes masculinas. Se enamora de Reo al ver un lado diferente de ella. Es capaz de conseguir la confianza de muchas personas.
Reo Kawamura (川村玲緒?)
- Aparición: 3, 5
- Seiyū: Kyōka (杏花?)
- Cumpleaños: 22 de marzo

Una chica asocial y tsundere, está muy enamorada de Mai y es incapaz de hacer algo sin ella. No suele guiarse mucho por el sentido común pero cuando lo hace demuestra tener éxito. Es una gran cantante, le gustan las tartas y suele pelearse con Eris.
Takako Suminoe (墨廼江貴子?)
- Aparición: 7, 9
- Seiyū: Azuma Yui (あずまゆい?)
- Cumpleaños: 16 de marzo

Es una joven de aproximadamente 20 años y maestra de la sección de primaria en la escuela. Es nerviosa y carece de confianza. Es la pareja de Runa y le sorprende que ella sea capaz de manipularla con solo un beso. Estuvo enamorada de Rena, la hermana mayor de Runa.
Runa Hōraisen (蓬莱泉瑠奈?)
- Aparición: 7, 9
- Seiyū: Ueda Kōhime (上田幸姫?)
- Cumpleaños: 19 de agosto

Una chica inteligente, carismática y madura, y transferida a la sección de primaria. A pesar de tener muchos admiradores, ella solo está interesada en Takako, actuando de forma dominante y egoísta con ella.
Shizuku Kirishima (霧島雫?)
- Aparición: 8, 10

Es una chica japonesa muy tradicional, es muy hábil en caligrafía y arreglos florales. Cursa tercer año y es muy popular entre sus compañeras. Se enamora de Eris tras conocerla, a pesar de que se muestre tímida con ella todo el tiempo.
Eris Shitogi (粢エリス?)
- Aparición: 8, 10

Una chica que trasladó a Japón para aprender más de su cultura. Estereotípicamente es alta y esbelta. Cursa tercer año y rápidamente se hizo popular entre sus compañeras, entre ellas Shizuku, de quien se enamora. Suele pelearse con Reo.

## Medios

### Novela visual
En las primeras sagas, la historia comienza cuando ambas chicas aún no se conocen; al avanzar la historia ellas se conocen y comienzan a salir. Las historias de las seis primeras sagas se desarrollan en el mismo entorno; en donde las mismas chicas de otras sagas aparecen, pero tienen una participación mínima en la historia.

#### Jugabilidad
Mientras la historia avanza, el jugador tendrá que elegir entre dos opciones, las cuales cambiarán una parte de la historia; esto decidirá si la historia termina de forma completa o, en caso contrario, terminará antes del final. Por cada escena que transcurre en la historia, se desbloquea cada imagen y la historia; estas se almacenan en la sección Extras.

### CD Drama
El 22 de diciembre de 2007 se publicaron 3 CD dramas. Cada CD drama tiene a los mismos personajes de las seis primeras sagas. Cada CD tiene una duración aproximada de 66, 69 y 64 minutos, respectivamente. El 27 de noviembre de 2010 fue anunciado el cuarto CD Drama, con una duración de 79 minutos.
| # | Título                                          | Duración |
| - | ----------------------------------------------- | -------- |
| 1 | Zutto Shiawase na Kiss (ずっと幸せなキス?)      | 01:06:19 |
| 2 | Kaede-chan Super Mode (楓ちゃんスーパーモード?) | 01:09:10 |
| 3 | Zutto Issho no Natsu (ずっといっしょの夏?)      | 01:04:15 |
| 4 | Yume no yōna hibi (夢のような日々?)             | 01:19:00 |

### Música

#### Álbum
El 28 de diciembre de 2008 se lanzó un álbum titulado Amai Hanazono ~Complete MIX~ (甘い花園～コンプリートMIX～?), que incluye las canciones de la novela visual. Las canciones son interpretadas por Yumi Haruna (春奈有美?), compuestas por Tomoyuki Hamada (濱田智之?) y arregladas por Shigenobu Okawa (大川茂伸?).
| #  | Título                                                             | Duración |
| -- | ------------------------------------------------------------------ | -------- |
| 01 | Amai Hanazono ~Complete MIX~ (甘い花園～コンプリートMIX～?)        | 04:38    |
| 02 | Amai Hanazono (Game Version) (甘い花園 (ゲームバージョン)?)        | 01:43    |
| 03 | Uruou Yū Sora (Game Version) (潤う夕空（ゲームバージョン）?)       | 01:43    |
| 04 | Yūwaku no Etude (Game Version) (誘惑のEtude（ゲームバージョン）?)  | 01:43    |
| 05 | Amai Hanazono (Bonus Version) (甘い花園（おまけバージョン）?)      | 02:24    |
| 06 | Uruou Yū Sora (Bonus Version) (潤う夕空（おまけバージョン）?)      | 02:24    |
| 07 | Yūwaku no Etude (Bonus Version) (誘惑のEtude（おまけバージョン）?) | 02:21    |

#### Otros
| #  | Título                                                            | Intérprete | Duración |
| -- | ----------------------------------------------------------------- | ---------- | -------- |
| 01 | Yūwaku no IMPROMTU -Préludé- (誘惑のIMPROMPTU -Préludé-?)         | NATSUMI    | 01:46    |
| 02 | Yūwaku no IMPROMTU -Theme- (誘惑のIMPROMPTU -Theme-?)             | NATSUMI    | 01:49    |
| 03 | Yūki wo Kudasai [Tsukamenai Kumo] (勇気をください[つかめない雲]?) |            | 01:29    |

### OVA
El 30 de julio de 2010 fue lanzada la primera adaptación a OVA basada en la novela ligera Sono Hanabira ni Kuchizuke wo ~ Anata to Koibito Tsunagi ~ (その花びらにくちづけを　あなたと恋人つなぎ?). Fue producido por el estudio chuchu y dirigido por Masayuki Sakoi. Además, fue relanzada la novela visual del mismo nombre con algunas mejoras y publicada una nueva novela ligera.